# Ласка (игра)
«Ласка» или шашки Ласкера — разновидность столбовой шашечной игры, разработанная чемпионом мира по шахматам Эммануилом Ласкером, в которой игра ведется по обычным шашечным правилам, но с тем отличием, что побитая шашка не удаляется с игрового поля, а забирается под бьющую фигуру (шашку или башню). Образующиеся при этом башни передвигаются по доске целиком, «подчиняясь» верхней шашке. При взятии башни с неё снимают только верхнюю шашку. Если под верхней оказывается шашка или дамка соперника, чем снятая в результате боя, то башня становится башней соперника, то есть возвращается в свой «лагерь».
Правила ходов игровых фигур, простых шашек («солдат») и дамок («офицеров»), заимствованы из английских шашек (чекерс), а «механизм» трансформации игровых фигур из известной в России с XIX-го века шашечной игры «башни» (столбовые шашки).

## История
C русской разновидностью столбовых шашек — «башнями» — Эммануил Ласкер познакомился ещё в XIX веке, участвуя в шахматных турнирах в Москве и Санкт-Петербурге. По воспоминаниям современников, бывая в Москве, он останавливался в доме Д. И. Саргина, известного историка, исследователя и популяризатора настольных игр. К моменту знакомства с Эм. Ласкером Саргин неоднократно публиковал описание столбовых шашек (башен) в шахматно-шашечных разделах нескольких российских газет и журналов, являясь их редактором. Совершенно очевидно взаимное влияние друг на друга этих самых известных на тот момент исследователей, поскольку Саргин является автором фундаментального труда «Древность игр в шашки и шахматы», а книга Эм. Ласкера «Настольные игры народов» неоднократно переиздавалась.
Представление общественности новой разновидности столбовых шашек являлось по тем временам сильной маркетинговой компанией с использованием бренда в лице действующего чемпиона мира.
В 1911 году в широкую продажу в Европе и в США поступили фабричные комплекты для игры в «Ласку», включающие игровую доску, наборы из шашек 4-х цветов и буклет с описанием правил игры в «Lasca».

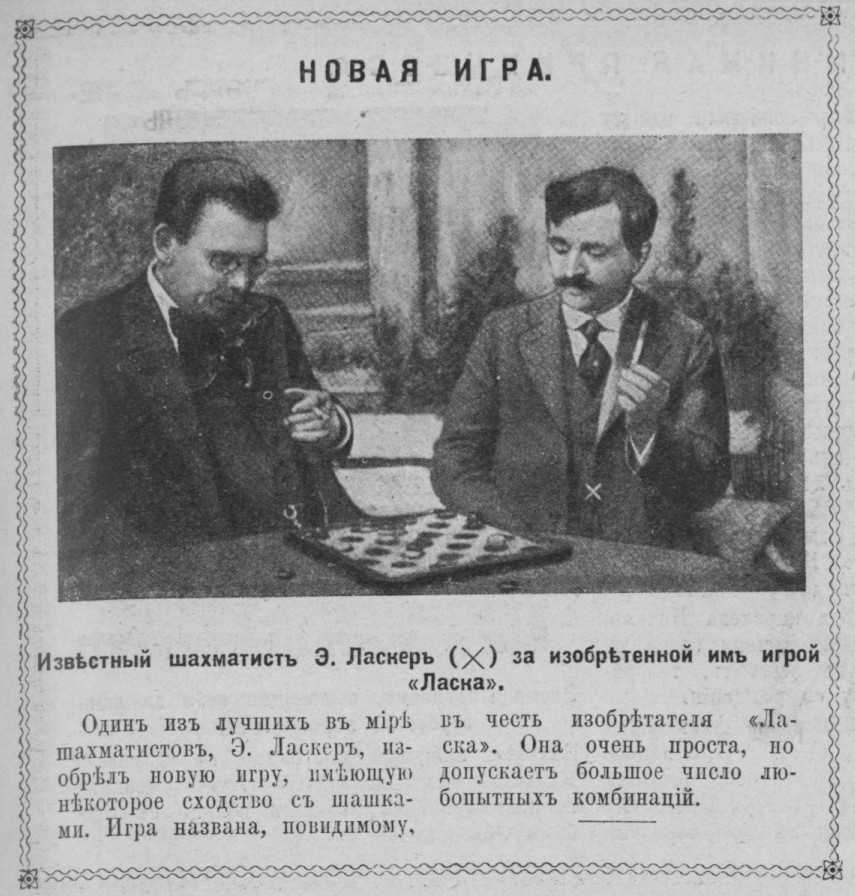
Эм. Ласкер играет в изобретённую им игру «Ласка». — Новая игра // Огонёк : Журнал. — 1911. — № 39. — С. 17.
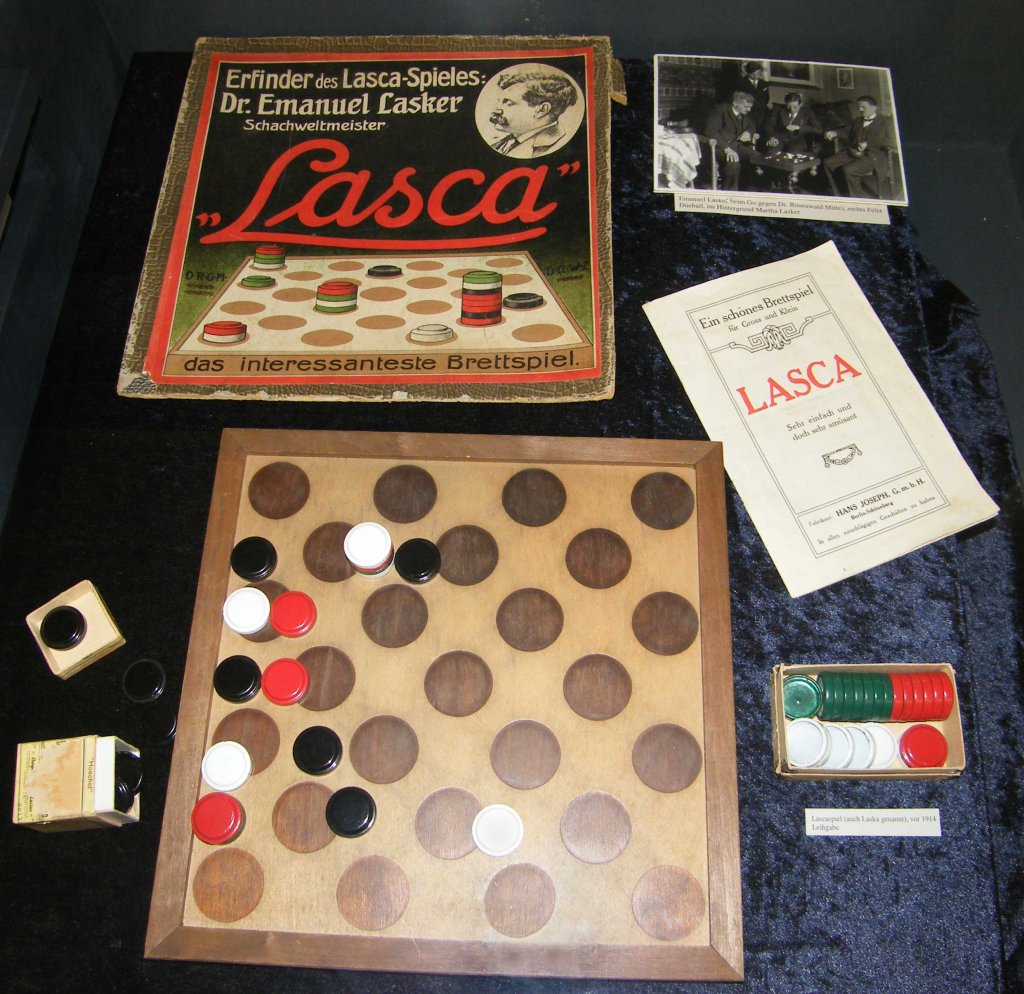
Оригинальный комплект для игры в «Ласку», буклет с описанием правил игры и коробка

## Правила игры
Игра ведётся на доске размером 7×7 клеток или на специальной доске с 25 ячейками с «сотовым» расположением (в «оригинальном» комплекте см. рис. 1) по правилам английских шашек (чекерс) с применением «столбовых» правил изменения фигур при взятии. В начале игры каждый игрок располагает 11 шашками. В начальной расстановке используются только белые и черные шашки, а по достижении шашками дамочных горизонталей для обозначения дамок верхняя шашка башен у белых заменяется на зелёную шашку, а у чёрных верхняя шашка заменяется на красную.
- Простые шашки, называемые солдатами, ходят и бьют только вперёд. Достигнув последнего ряда, солдат становится офицером (дамкой) и получает возможность ходить и бить назад. При этом офицер ходит только на одну клетку вперёд или назад.
- Каждая побитая простая шашка не снимается с поля, а ставится под побившую её шашку и образует башню.
- Башня принадлежит тому игроку, которому принадлежит самая верхняя её шашка.
- Башня перемещается по полю целиком по правилам простой шашки, если у неё сверху простая шашка, или по правилам дамки, если у неё сверху дамка.
- Башня может пройти в дамки, при этом дамкой становится только её верхняя шашка.
- Если была побита башня, то с неё снимается верхняя шашка и кладётся под побившую её простую шашку или башню.
- Если шашка или башня бьёт несколько шашек или башен противника, то побитые шашки кладутся под бьющую фигуру последовательно. Правило турецкого удара не применяется.
- Игра заканчивается победой, когда все шашки противника накрыты или заблокированы.

Взятие шашки и образование при этом башни
Взятие башни соперника, при этом снимается только верхняя шашка
Солдат бьёт башню и, достигнув последней горизонтали, становится офицером

## Примеры задач и игры в Ласку

Задача в «Ласку». Белые выигрывают. (А. Сладков, Москва)
Партия по переписке Петер Михаэльсен — Виктор Пахомов (1999 г.)